# Malwarebytes

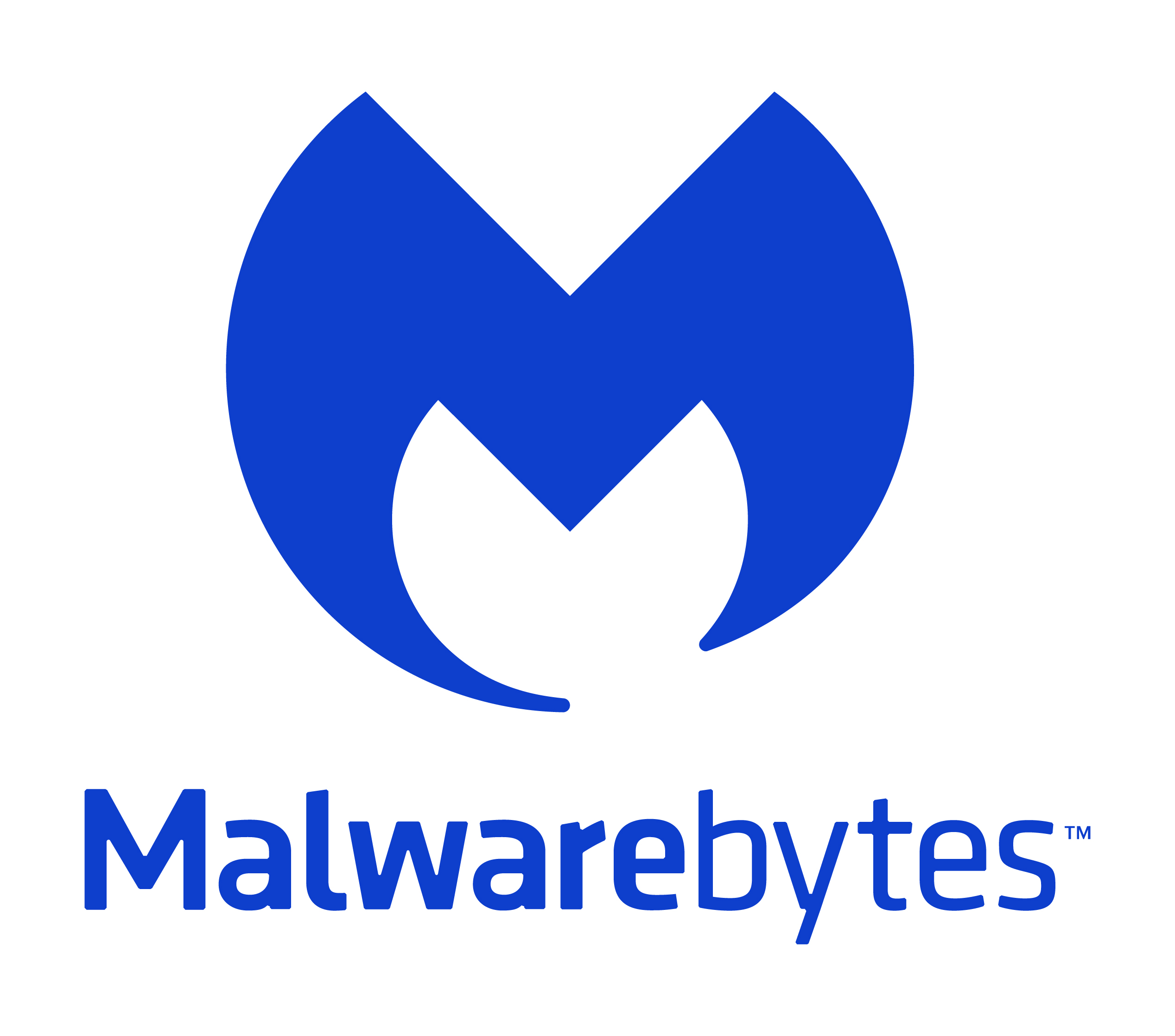
Logo alternativ al Malwarebytes

Malwarebytes Inc. este o companie americană de securitate pe internet care este specializată în protejarea computerelor de acasă, a smartphone-urilor și a companiilor de malware și alte amenințări. Are birouri în Santa Clara, California; Clearwater, Florida; Tallinn, Estonia; Bastia Umbra, Italia; și Cork, Irlanda. 

## Istorie
Malwarebytes Inc. a fost înființată neoficial în 2004.  CEO-ul și fondatorul, Marcin Kleczynski⁠(d), originar din Polonia, era încă un adolescent care urma liceul în Bensenville, Illinois⁠(d) la acea vreme și lucra ca tehnician într-un atelier de reparații de calculatoare din Chicago.  El a observat că ori de câte ori soseau computere infectate, magazinul reformata în mod obișnuit computerul în întregime, în loc să combată virusul, chiar dacă infecția era doar minoră. Kleczynski a descoperit mai târziu că, atunci când computerul mamei sale a fost infectat, nici McAfee, nici Symantec nu puteau elimina malware-ul din sistemul său.  El și-a amintit mai târziu că „Nu am fost niciodată atât de supărat ca atunci când mi-am infectat computerul” și a declarat că mama lui i-a spus să îl repare „sub pedeapsa cu moartea”.  Abia după ce Kleczynski a postat pe forumul SpywareInfo, popular la acea vreme, a reușit să învețe cum să elimine virusul, ceea ce a durat trei zile.
Compania a fost înființată informal după aceasta, când Kleczynski a conversat și s-a împrietenit cu câțiva dintre editorii forumului, care l-au tentat să cumpere de la ei un domeniu nefolosit. 
Cu unul dintre editorii site-ului, Bruce Harrison, Kleczynski a scris versiunea inaugurală a software-ului companiei.  În 2006, Kleczynski a lucrat cu un coleg de cameră de la facultate pentru a produce un program disponibil gratuit numit „RogueRemover”, un utilitar specializat în lupta împotriva unui tip de infecție cunoscut sub numele de „rogues”, care înșela utilizatorii de computere pentru a-și oferi informațiile cardului de credit prin programe antivirus false. RogueRemover s-a dovedit esențial în dezvoltarea Malwarebytes Anti-Malware, iar Kleczynski a reușit să creeze un forum care i-a permis să îmbunătățească software-ul prin feedback.  Kleczynski și Harrison au lansat oficial Malwarebytes pe 21 ianuarie 2008, în timp ce Kleczynski studia informatica la Universitatea din Illinois.   Bruce a devenit vicepreședintele cercetării pentru Malwarebytes și l-a angajat în continuare pe Doug Swanson, cu experiență în dezvoltarea de software gratuit, pentru a lucra pentru noua companie. Marcus Chung, un expert în comerț electronic care a lucrat anterior pentru GreenBorder, a fost angajat ca director de operațiuni.   Kleczynski și Harrison au câștigat 600.000 de dolari în primul lor an de vânzare a software-ului, în ciuda faptului că nu s-au întâlnit personal la momentul respectiv. 

### Evoluții după anul 2010
În 2011, Malwarebytes a achiziționat HPhosts, o companie de blacklistare a site-urilor web, care urmărește site-urile și serverele de anunțuri incluse pe lista neagră, o dezvoltare necesară pentru a proteja împotriva noilor adrese de protocol de internet și servere web care distribuie malware și sfătuiește furnizorii de servicii de internet să închidă pe cei cu activitate rău intenționată.  În acel an, compania pretindea că a eliminat peste cinci miliarde de malware în trei ani.  În anul următor, compania s-a lansat pe piața corporativă cu un produs de întreprindere care vizează detectarea și protecția anti-malware pe desktop.  În 2013, Malwarebytes a achiziționat ZeroVulnerabilityLabs, Inc., o companie de cercetare și dezvoltare în domeniul securității fondată de Pedro Bustamante, care protejează aplicațiile software de „exploatarea cunoscută și zero-day utilizată de kiturile de exploatare, exploatarea de vulnerabilități bazate pe web și alte atacuri țintite corporative”.  Ei și-au extins eliminarea și protecția malware-ului la platforma Android odată cu lansarea Malwarebytes Anti-Malware Mobile  și au lansat un produs bazat pe USB numit Malwarebytes Techbench, menit să ajute tehnicienii să elimine programele malware. 
În 2014, Malwarebytes a primit 30 de milioane de dolari în finanțare de la Highland Capital, iar în anul următor a anunțat că a tratat 250 de milioane de computere în întreaga lume, reprezentând aproximativ 20-25% din computerele de afaceri funcționale.  Până în 2014, a susținut că a eliminat cinci miliarde de amenințări malware de pe computere în primii cinci ani.  În iunie 2015, compania a anunțat că își va muta sediul de pe bulevardul Almaden nr. 10 din San Jose, California, la un nou spațiu de birouri de 52.000 de metri pătrați la ultimele două etaje ale Freedom Circle 3979, cu 12 etaje, din Santa Clara, California. Noul birou este de peste două ori mai mare decât fostul birou. Compania a raportat o creștere de 10 milioane de utilizatori în doar un an, de la 25 la 35 milioane de utilizatori activi la acel moment și o creștere a veniturilor cu 1653% în 2014.  În 2015, Kleczynski a fost numit unul dintre „30 sub 30” al revistei Forbes. 
În ianuarie 2016, Malwarebytes a dezvăluit pachetul avansat anti-ransomware Endpoint Security  a anunțat că a strâns 50 de milioane de dolari în investiții de la Fidelity Management and Research Company. Kleczynski a declarat că fondurile vor fi utilizate în principal pentru angajări, dezvoltarea de produse și activitățile de marketing.  În iunie, Malwarebytes a anunțat o creștere puternică a vânzărilor de peste 75% în primul trimestru al anului comparativ cu 2015, cu facturări depășind 100 de milioane de dolari. S-a raportat că baza de abonamente corporative pentru companie a crescut cu 90%.  În septembrie, CEO-ul Proofpoint, Inc.⁠(d), Gary Steele, s-a alăturat consiliului de administrație al companiei, iar Kleczynski a menționat „expertiza sa profundă în industria software-ului de securitate și capacitatea sa dovedită [de] creștere a veniturilor din vânzări” ca fiind principalele motive pentru numirea sa.  În octombrie, compania a achiziționat AdwCleaner, un program Windows folosit pentru a curăța adware și programe potențial nedorite (PUP) de pe computere.  În februarie 2017, compania a achiziționat Saferbytes, un start-up italian de securitate specializat în tehnologii anti-malware, anti-exploit, anti-rootkit, cloud AV și sandbox. 
În noiembrie 2019, compania Malwarebytes și-a unit forțele cu concurenții săi NortonLifeLock și Kaspersky, împreună cu Electronic Frontier Foundation și organizații non-profit, inclusiv National Network to End Domestic Violence și Operation Safe Escape, pentru a forma Coaliția împotriva Stalkerware-ului. Scopul coaliției este de a informa, educa și combate utilizarea aplicațiilor de urmărire fără consimțământ. 

### Evoluții după anul 2020
În ianuarie 2021, Malwarebytes a fost vizată de același actor de stat național implicat în atacul SolarWinds și a suferit o încălcare a accesului limitat. CEO-ul Kleczynski a publicat o postare pe blog Arhivat în 6 mai 2022, la Wayback Machine. care detaliază atacul și răspunsul companiei.
În februarie 2021, Malwarebytes a publicat Raportul privind starea programelor malware din 2021, care a împărtășit cercetări privind amenințările cibernetice, inclusiv 30 de milioane de exemple de malware de pe Mac și o creștere cu 1.055% a detectărilor de spyware în 2020.
În mai 2021, Malwarebytes a anunțat o colaborare cu Digitunity pentru a oferi protecție cibernetică comunităților vulnerabile nedeservite de acces la tehnologie, extinzându-și portofoliul de activități cu impact social.

## Conducere executivă
Marcin Kleczynski este CEO al Malwarebytes din 2008.
În 2018, Malwarebytes l-a angajat pe fostul director financiar al Angi, Tom Fox, pentru a servi ca director financiar al companiei. În 2021, Tom a fost promovat la funcția de Președinte, păstrând și titlul de CFO în acest nou rol.
În 2020, Malwarebytes l-a promovat pe Directorul de venituri, Barry Mainz, în funcția de Chief Operating Officer, după ce a intensificat eforturile de marketing global, a crescut numărul de consumatori și clienți și a avut succes în îndeplinirea nevoilor clienților pe parcursul celor doi ani petrecuți în companie.
În 2020, Malwarebytes l-a recrutat pe Dariusz Paczuski în calitate de vicepreședinte senior de marketing, iar el a fost promovat la poziția de CMO în 2021.
În 2021, fostul director de la LogMeIn, Mark Strassman, s-a alăturat echipei Malwarebytes ca director de produs.

## Servicii și produse
Kleczynski a declarat că Malwarebytes, dezvoltat pentru prima dată în 2008, are un avantaj competitiv față de multe alte programe antivirus tradiționale, dintre care multe au fost dezvoltate la sfârșitul anilor 1990, înainte de dezvoltarea multor forme ulterioare de malware.  The New York Times a descris Malwarebytes ca fiind un „hibrid de euristici, comportament și un motor de semnătură care este conceput pentru a detecta și bloca programele malware pe care alți furnizori nu le pot detecta”.  Potrivit lui Dean Takahashi de la VentureBeat⁠(d), Malwarebytes completează alte programe antivirus de la furnizori precum Symantec și McAfee, anti-malware-ul lucrând alături de alte software-uri antivirus pentru a aborda problema din „direcții diferite”, remarcând că atât software-ul elimină infecțiile din mașinile infectate, cât și previne infectarea altora în primul rând. 
Ca și în primele zile de dezvoltare cu RogueRemover, Malwarebytes continuă să susțină feedbackul comunității cu privire la produsele sale și rulează două sub-forumuri care completează forumul principal, cunoscute sub numele de „False pozitive” și „Contribuție malware”, Prin intermediul falselor pozitive raportate, compania își actualizează baza de date în câteva ore de la postare, iar prin intermediul contribuției Malware, utilizatorii pot raporta rapid programele malware ratate de software.  

### Produse

Sigla Malwarebytes

Malwarebytes are mai multe produse care, la data de 2011, erau disponibile în peste 36 de limbi diferite. Malwarebytes Anti-Malware oferă două versiuni diferite, una pentru descărcare gratuită pentru calculatoarele personale și cealaltă versiune profesională, cu o probă gratuită de 14 zile în avans, oferind „protecție în timp real împotriva programelor malware, scanare automată și actualizare automată”.  Malwarebytes Anti-Malware Mobile este o aplicație gratuită pentru Android care protejează smartphone-urile de malware mobil, împiedicând accesul neautorizat la datele personale de către aplicațiile de urmărire.  Are un rating de 4,4 în magazinul Google Play. 
În 2014, compania a lansat Malwarebytes Anti-Malware 2.0 cu o interfață de utilizator și un tablou de bord îmbunătățit.  Compania a lansat, de asemenea, Malwarebytes Anti-Exploit în același an, care protejează aplicațiile selectate de atacuri prin "mitigarea exploatării pentru a proteja programele vulnerabile".  AntiAnti-Exploit vine într-o versiune gratuită și plătită pentru computerele Windows. Versiunea gratuită oprește exploatările în browsere și Java, în timp ce produsul plătit adaugă protecție pentru o gamă mai largă de aplicații software.  Anti-Exploit a primit patru stele de la PC Magazine în 2015  și a câștigat premiul „Inovația anului în securitate” al revistei V3 în 2014. 
În 2016, Malwarebytes Anti-Exploit a fost inclus în versiunea premium Malwarebytes versiunea 3.0, iar aplicația autonomă este acum oferită doar ca o versiune beta perpetuă. 
În ianuarie 2016, Malwarebytes a lansat Malwarebytes Endpoint Security, o tehnologie avansată anti-ransomware care este descrisă ca fiind „prima soluție care oferă mai multe straturi de protecție împotriva ransomware-ului necunoscut”. Compania a sponsorizat un sondaj cu Osterman Research în 540 de firme din Statele Unite, Regatul Unit, Canada și Germania și a constatat că aproape 40% dintre companii s-au confruntat cu incidente de tip ransomware, dintre care 34% au reprezentat pierderi de venituri.  The Guardian a raportat că una din cinci companii britanice au fost taxate cu peste 10.000 de dolari pentru a-și debloca fișierele și că exista o cerere din ce în ce mai mare pentru tehnologia anti-ransomware.  După lansarea Endpoint, versiunea beta a fost descărcată de aproximativ 200.000 de companii și consumatori în primele șase luni ale anului. 
În 2017, Malwarebytes și-a extins portofoliul pentru a include produse mobile pentru Mac și Android, inclusiv Malwarebytes pentru Android și Malwarebytes pentru Mac. Malwarebytes poate fi rulat și pe ChromeOS, dar oferă în principal protecție împotriva amenințărilor Android.  Malwarebytes a lansat și Malwarebytes pentru iOS în 2018 pentru a oferi utilizatorilor săi experiențe mobile sigure și private. Din cauza restricțiilor de securitate ale Apple, Malwarebytes pentru iOS nu poate elimina programe malware, dar oferă protecție web de bază și blocare spam.  În 2020, a fost lansată Malwarebytes Privacy, o ofertă VPN.
În 2018, Malwarebytes și-a extins portofoliul de afaceri lansând Malwarebytes Endpoint Protection and Response Arhivat în 2 octombrie 2021, la Wayback Machine. pentru a monitoriza, identifica și remedia atacurile. Această ofertă a fost extinsă în 2020 pentru a include protecția serverului pentru clienții întreprinderilor cu Malwarebytes Endpoint Detection and Response pentru servere și Malwarebytes Endpoint Protection pentru servere. În 2020, Malwarebytes a lansat și Malwarebytes Nebula, o platformă cloud pentru clienții întreprinderilor pentru a simplifica gestionarea și raportarea endpoint-urilor.
Malwarebytes are, de asemenea, numeroase instrumente, cum ar fi Junkware Removal Tool pentru a elimina adware (în prezent a fost înlocuit de Adwcleaner), un program Anti-Rootkit Beta pentru a elimina și repara rootkit-urile, StartUpLITE pentru a îmbunătăți viteza de repornire a Windows, FileASSASSIN pentru a elimina fișierele blocate și un Serviciu de Eliminare Malware pentru a sprijini organizațiile aflate sub atac activ de malware.

### Licență și confidențialitate
Licența software  necesită arbitraj „în locația în care locuiți”, interzice acțiunile colective, ingineria inversă și partajarea și limitează garanțiile și răspunderea. Chiar și versiunea gratuită poate să nu fie partajată, deoarece compania urmărește utilizarea produsului separat pentru fiecare utilizator.
Politica de confidențialitate a Malwarebytes  enumeră multe tipuri de informații pe care le colectează și le stochează, inclusiv, printre altele, software care rulează pe computerul unui utilizator („programe instalate sau în uz”), „nume, adresă de e-mail, adresă poștală sau număr de telefon... numele companiei, mărimea companiei, tipul afacerii... Adrese de protocol de Internet (IP), tip de browser, furnizor de servicii Internet (ISP), pagini de referință/ieșire, fișierele vizualizate pe site-ul nostru... sistem de operare, dată/oră și/sau date clickstream... tipul dispozitivului, versiunea sistemului de operare și identificatorul unic al dispozitivului... limba... 32 sau 64 de biți... Informații din Centrul de securitate/acțiune Windows, inclusiv setările de securitate și programele instalate sau în uz... licență... numărul de locuri gestionate de acea instalare a consolei[,] Informații despre domeniul endpoint-ului... organizație la care Adresa IP este licențiată, dacă există". 
Există diferite limite privind utilizarea, vânzarea și partajarea datelor:
- Fără limite pentru ceea ce ei numesc "informații care nu pot fi identificate personal" ("Non-PII"). "Non-PII... poate include... identificatori de dispozitiv generați în mod anonim", [35] care sunt legate de majoritatea celorlalte elemente de date enumerate mai sus.
- Utilizări limitate pentru informațiile de identificare personală (PII), inclusiv numele, adresa, telefonul, numele companiei, dimensiunea și tipul afacerii, "nu împărtășim informațiile personale cu terțe părți", cu excepția situațiilor enumerate în Politica de confidențialitate, care includ faptul că "pot dezvălui PII guvernului... pentru a îndeplini... reglementările... pentru a proteja... publicul în general;... pentru a preveni sau opri activitățile pe care le considerăm ilegale sau ne-etice." [35] De asemenea, compania dezvăluie suficiente informații pentru a oferi "reclamă bazată pe activitățile și interesele dvs. de navigare". [35]

În general, compania nu stabilește limite de timp pentru cât timp păstrează datele utilizatorului, cu excepția adresei IP sau când utilizatorii solicită ștergerea PII:
- „Nu păstrăm adresa IP... Cu toate acestea, o folosim pentru a aduna... continentul, țara, orașul și latitudinea/longitudinea aproximativă... Tipul de conexiune (dialup/broadband/satelit/mobil) ISP... Organizația căreia îi este licențiată adresa IP, dacă există”. [35]
- „Puteți accesa și modifica PII [informații de identificare personală]... Dacă doriți să vă ștergem PII... Vă vom șterge informațiile cât mai curând posibil; cu toate acestea, unele informații pot rămâne în copiile arhivate/de rezervă pentru evidențele noastre sau conform cerințelor legale. Putem păstra informațiile dumneavoastră atâta timp cât contul dumneavoastră este activ sau după cum este necesar pentru a vă furniza servicii, pentru a ne conforma obligațiilor legale, a rezolva litigiile și a ne pune în aplicare acordurile.” [35]  Ei definesc PII pentru a exclude identificatorii dispozitivului, așa că nu promit să șteargă acești identificatori și istoricul utilizatorilor.

În timp ce Malwarebytes salvează locațiile adreselor IP, inclusiv pentru dispozitivele mobile, compania a declarat că aceste informații nu sunt folosite pentru a extrage locații GPS de pe dispozitivele mobile: „Nu solicităm, accesăm sau urmărim informații bazate pe locație de pe dispozitivul dvs. mobil în orice moment sau în timp ce descărcați sau folosiți aplicațiile sau serviciile noastre mobile.”  Compania nu a declarat dacă urmărește locațiile antenelor.
De asemenea, compania colectează informații detaliate despre programele malware și exploatările pe care le găsesc, legate de numărul de licență al utilizatorului și de identificatorul dispozitivului, „furnizor... Calea fișierului procesului de exploatare... Argumentele din linia de comandă care au fost transmise exploitului.... (Potențial) o copie a executabilului exploit în sine”.  Compania nu listează numărul de licență ca PII.
Malwarebytes are un certificat de la TRUSTe, care, printre altele, certifică că compania „limitează informațiile colectate și utilizează aceste informații doar în conformitate cu ceea ce este specificat în notificarea de confidențialitate”. 